# Engelbert Hájek
Engelbert Řehoř Hájek O. Praem. (pokřtěn 3. března 1658 Líšeň – 5. listopadu 1712 Zábrdovice) byl moravský římskokatolický kněz, premonstrátský kanovník a v letech 1695–1712 opat kanonie v Zábrdovicích.
Patřil ve své době mezi nejvzdělanější duchovní. Opatem kláštera premonstrátů v Zábrdovicích se stal v roce 1695 v době, kdy se klášter kvůli aktivitám opata Pfendlera zadlužil. Díky dobrému hospodaření opata Hájka se však podařilo dluhy kláštera postupně uhradit.
Dne 5. června 1690 hraběnka Zuzana Kateřina Liborie ze Zástřizl předala panství Jesenec premonstrátskému klášteru v Zábrdovicích, aby z jeho výnosu mohla být budována hned dvě poutní místa: kostel v Jesenci a mariánský kostel ve Křtinách.